# Бърлога на крадци
„Бърлога на крадци“ (на английски: Den of Thieves) е американски екшън филм от 2018 г. на режисьора Кристън Гудегаст по негов сценарий. Участват Джерард Бътлър, Пабло Шрайбър, О'Шей Джаксън-младши, Фифти Сент, Евън Джоунс, Доун Оливиери, Мо МакРей и Макс Холоуей. Филмът излиза по кината в Съединените щати на 19 януари 2018 г. в разпространение от „Си Ти Екс Филмс“. Продължението – „Бърлога на крадци 2: Пантера“, излиза на 10 януари 2025 г.